# لومنرس
لومنرس (به لاتین: Llumeneres) یک روستا در آندورا با جمعیت ۱ نفر است که در سنت حولیا ده لوریا واقع شده‌است.